# Temporada 1971-72 de los Detroit Pistons
La temporada 1971-72 fue la vigésimo cuarta de los Pistons en la NBA, y la decimoquinta en su localización de Detroit, Míchigan. La temporada regular acabaron con 26 victorias y 56 derrotas, ocupando la octava y última  posición de la Conferencia Oeste, no logrando clasificarse para los playoffs.

## Elecciones en elDraft
| Ronda | Puesto | Jugador        | Posición  | Nacionalidad   | Universidad |
| ----- | ------ | -------------- | --------- | -------------- | ----------- |
| 1     | 11     | Curtis Rowe    | Ala-Pívot | Estados Unidos | UCLA        |
| 2     | 29     | Isaiah Wilson  | Base      | Estados Unidos | Baltimore*  |
| 3     | 45     | Marv Roberts   | Ala-Pívot | Estados Unidos | Utah State  |
| 4     | 62     | Jarrett Durham | Alero     | Estados Unidos | Duquesne    |
| 6     | 96     | Jim Larrañaga  |           | Estados Unidos | Providence  |

## Temporada regular
| División Medio Oeste | División Medio Oeste | División Medio Oeste | División Medio Oeste | División Medio Oeste | División Medio Oeste | División Medio Oeste | División Medio Oeste | División Medio Oeste |
| Equipo               | G                    | P                    | %                    | PD                   | Casa                 | Fuera                | Neutral              | Div                  |
| -------------------- | -------------------- | -------------------- | -------------------- | -------------------- | -------------------- | -------------------- | -------------------- | -------------------- |
| y-Milwaukee Bucks    | 63                   | 19                   | .768                 | –                    | 31–5                 | 27–12                | 5–2                  | 13–5                 |
| x-Chicago Bulls      | 57                   | 25                   | .695                 | 6                    | 29–12                | 26–12                | 2–1                  | 12–6                 |
| Phoenix Suns         | 49                   | 33                   | .598                 | 14                   | 30–11                | 19–20                | 0–2                  | 7–11                 |
| Detroit Pistons      | 26                   | 56                   | .317                 | 37                   | 16–25                | 9–30                 | 1–1                  | 4–14                 |

## Estadísticas
| Rk | Jugador          | Edad | P  | PT | MP   | TC   | TCI  | %TC  | TL  | TLI | %TL  | RB   | AS  | FP  | PTS  |
| -- | ---------------- | ---- | -- | -- | ---- | ---- | ---- | ---- | --- | --- | ---- | ---- | --- | --- | ---- |
| 1  | Dave Bing        | 28   | 45 |    | 43.0 | 8.2  | 19.8 | .414 | 6.2 | 7.9 | .785 | 4.1  | 7.0 | 3.1 | 22.6 |
| 2  | Jimmy Walker     | 27   | 78 |    | 39.5 | 8.1  | 17.8 | .457 | 5.1 | 6.2 | .827 | 3.0  | 4.0 | 2.5 | 21.3 |
| 3  | Bob Lanier       | 23   | 80 |    | 38.7 | 10.4 | 21.1 | .493 | 4.9 | 6.3 | .768 | 14.2 | 3.1 | 3.7 | 25.7 |
| 4  | Curtis Rowe      | 22   | 82 |    | 32.5 | 4.5  | 9.8  | .460 | 2.3 | 3.5 | .669 | 8.5  | 1.2 | 2.1 | 11.3 |
| 5  | Howard Komives   | 30   | 79 |    | 26.2 | 3.3  | 8.9  | .373 | 2.1 | 2.6 | .808 | 2.2  | 3.7 | 2.5 | 8.7  |
| 6  | Terry Dischinger | 31   | 79 |    | 26.1 | 3.7  | 7.3  | .514 | 2.0 | 2.5 | .780 | 4.3  | 1.2 | 3.7 | 9.4  |
| 7  | Bill Hewitt      | 27   | 68 |    | 17.7 | 1.9  | 4.1  | .473 | 0.6 | 1.2 | .500 | 5.4  | 1.0 | 2.0 | 4.5  |
| 8  | Harvey Marlatt   | 23   | 31 |    | 16.3 | 1.9  | 4.8  | .403 | 1.2 | 1.4 | .857 | 2.0  | 1.9 | 2.1 | 5.0  |
| 9  | Willie Norwood   | 24   | 78 |    | 16.3 | 2.8  | 5.6  | .505 | 1.8 | 2.8 | .651 | 4.1  | 0.6 | 2.9 | 7.5  |
| 10 | Erwin Mueller    | 27   | 42 |    | 14.4 | 1.6  | 4.7  | .345 | 1.0 | 1.8 | .581 | 3.5  | 1.4 | 1.5 | 4.3  |
| 11 | Jim Davis        | 30   | 52 |    | 13.2 | 2.3  | 4.8  | .482 | 1.2 | 1.9 | .653 | 3.8  | 0.7 | 2.0 | 5.9  |
| 12 | Steve Mix        | 24   | 8  |    | 13.0 | 1.9  | 5.9  | .319 | 0.9 | 1.5 | .583 | 2.9  | 0.5 | 0.9 | 4.6  |
| 13 | Bob Quick        | 25   | 18 |    | 11.3 | 2.2  | 4.6  | .476 | 1.9 | 2.5 | .756 | 2.8  | 0.6 | 1.6 | 6.2  |
| 14 | Isaiah Wilson    | 23   | 48 |    | 6.7  | 1.3  | 3.7  | .356 | 0.9 | 1.2 | .732 | 1.0  | 0.9 | 0.7 | 3.5  |

## Galardones y récords
| Jugador      | Galardón |
| Jimmy Walker | All-Star |
| Bob Lanier   | All-Star |